# Anna Collin-Tobisch
Anna Maria Theresia (Anna) Collin-Tobisch (Oostenrijk, Wenen 5 december 1836 – Nederland, Velp, 29 april 1902) was een concertzangeres, zangpedagoog en koordirigente. Haar stem had het bereik van een lage altstem.
Ze werd geboren binnen het gezin van muzikant Karl Tobisch (ook wel Carl of Karel) en Maria Schafarzick. Zij huwde op 11 augustus 1859 de muzikant Robert Collin. Hun zoon Robert Collin werd ook musicus, hun kleindochter via zoon Robert was balletdanseres Darja Collin.
Haar muzikale opleiding kreeg ze aan het conservatorium in Wenen. Ze studeerde piano bij Carl Czerny en zang bij dirigent Heinrich Proch en Mathilde Marchesi. Alvorens per seizoen 1858/1859 naar Amsterdam te verhuizen was ze een jaar verbonden aan de keizerlijke opera van het Kärntnertortheater. Zij werd de eerste alt van het Hoogduitse Operagezelschap van Jan Eduard de Vries, dat vaak te bewonderen was in de Stadsschouwburg, alwaar hij dat jaar directeur was. Zij huwde het jaar daarop met Robert Collin, dirigent van dat gezelschap. Dat huwelijk zorgde voor een breuk in haar artiestenloopbaan. Ze trad minder op, maar was nog wel regelmatig te horen in Nederland en een enkele keer ook nog in Wenen.
Vanaf 1872 kwam de nadruk te liggen op het docentschap. Ze werd hoofddocent zang aan de Amsterdamse Muziekschool tot Bevordering der Toonkunst (later het Conservatorium van Amsterdam). Leerlingen van haar waren Cato Engelen-Sewing en Francisca van Westerhoven. Ze was nog wel op podia te zien als zangeres, maar ook als koordirigente van haar eigen koor. In 1880 verhuisde de dan inmiddels weduwe naar Velp, alwaar zij nog jarenlang les gaf.
Voor haar werkzaamheden kreeg zij in 1873 een gouden damesuurwerk overhandigd door koning Willem II der Nederlanden. Haar graf werd op 2 juli 1903 door vrienden onder leiding van onder meer Joseph Joachim (vanuit Berlijn) en Richard Hol voorzien van een gedenkteken. Dat gedenkteken raakte zoek in de Tweede Wereldoorlog, maar de sokkel bleef zichtbaar. In 2013 werd er een nieuwe versie geïnstalleerd.
Enkele concerten:
- 16 januari 1861: Parkconcert met onder meer Symfonie nr. 9 van Ludwig van Beethoven onder leiding van G. Heinze
- 20 maart 1867: Gebouw voor Kunsten en Wetenschappen, concert met violist Henryk Wieniawski en pianist Robert Collin
- 6 april 1867: Odéon: concert samen met Theresia Tobisch, Henry Coenen, Joseph Cramer, Robert Collin, W.A. Sickler, Henri Viotta en J.M. Viotta
- 25 april 1874: Park-concert: samen met Robert Collin (dirigent), leerlinge Francisca Stoetz en Marie Sablairolles in een uitvoering van de Messe Solonnelle van Rossini
- 23 februari 1889: Concertgebouw, concert onder leiding van Julius Röntgen met een programma met een cantate van Johann Sebastian Bach, Gesang der Parzen opus 89 van Johannes Brahms en Faust van Robert Schumann

- Biografisch Portaal: 31225352
- Gemeinsame Normdatei: 1355055660
- Nederlandse Thesaurus van Auteursnamen: 069985537
- Virtual International Authority File: 290516917
- WorldCat: E39PBJc7TyCGgFmfqgcRbMdYT3